# Народное автономное правительство Восточной Монголии
Народное автономное правительство Восточной Монголии (кит. упр. 东蒙古人民自治政府, пиньинь Dōng ménggǔ rénmín zìzhì zhèngfǔ) — государственное образование, существовавшее непродолжительное время в северо-восточном Китае после окончания Второй мировой войны.
В годы Второй мировой войны при японской поддержке в Северо-Восточном Китае было образовано марионеточное государство Маньчжоу-го. После того, как в августе 1945 года оно было уничтожено советскими и монгольскими войсками, представители проживавших в провинции Синъань монголов в октябре 1945 года отправились в Улан-Батор с предложением о присоединении населённых монголами территорий к Монголии, но получили отказ. В ноябре они встретились в Шэньяне с представителями Северо-Восточного бюро КПК, в результате чего было решено создать автономию, которая могла бы потом объединиться с прочими автономными правительствами населённых монголами земель Китая.
9 декабря 1945 года в Ванъемяо состоялось подготовительное собрание Съезда Народных представителей Восточной Монголии, а 16 января 1946 года состоялся сам Съезд, на который прибыли представители 36 хошунов Восточной Монголии. 19 января Съезд избрал Народное автономное правительство Восточной Монголии из 15 человек, а также его председателя, заместителя председателя и секретаря.
В марте-апреле 1946 года в Чэндэ состоялась сессия Объединённого собрания движения за автономию Внутренней Монголии, после которого Народное автономное правительство Восточной Монголии стало частью Объединённого собрания.